# Alternanthera nodifera
Alternanthera nodifera là loài thực vật có hoa thuộc họ Dền. Loài này được (Moq.) Griseb. mô tả khoa học đầu tiên năm 1879.